# Райт, Фрэнк Ллойд
Фрэнк Ллойд Райт (англ. Frank Lloyd Wright; 8 июня 1867[…], Ричленд-Сентер, Висконсин — 9 апреля 1959[…], Финикс) — американский архитектор, создатель «органической архитектуры» и приверженец открытого плана. Созданные им «дома прерий» стали прообразом американской жилой архитектуры XX века. По заключению Американского института архитекторов — самый влиятельный из всех архитекторов США. Британская энциклопедия называет его «самым творческим гением американской архитектуры».
Кавалер Золотой медали Американского института архитектуры (1949).

## Биография
Родился 8 июня 1867 года в городе Ричленд-Сентере, Висконсин, США, в семье Уильяма Рассела Райта, учителя музыки и церковного деятеля, и Анны Ллойд, учительницы из известной в Висконсине семьи Ллойдов. Воспитывался в канонах унитарианской церкви. В детстве много играл с «развивающим» конструктором «Киндергартен», разработанным Фридрихом Фрёбелем. Родители Райта развелись в 1885 году, по причине неспособности Уильяма содержать семью. Фрэнку пришлось принять на себя груз финансовой ответственности за мать и двух сестер. В это время он взял фамилию матери в качестве второго имени.
Райт обучался на дому, не посещая школу. В 1885 году он поступил на инженерный факультет Висконсинского университета. Учась в университете, он подрабатывает помощником местного инженера-строителя. Райт покинул университет, не получив при этом учёной степени. В 1887 году он переехал в Чикаго, где устроился в архитектурную контору Джозефа Лаймана Силсби. Через год перешёл на работу в фирму «Адлер и Салливан», возглавляемую идеологом «чикагской школы» Луисом Салливаном. С 1890 года в этой фирме ему поручались все проекты по строительству жилой недвижимости. В 1893 году Райту приходится уйти из компании, когда Салливан узнает, что Райт проектирует дома «на стороне».
В 1893 году Райт основывает собственную фирму в чикагском пригороде Оук-Парк. К 1901 году в его послужном списке насчитывается уже около 50 проектов.

### Стиль Прерий
Известность Райту приносят «дома прерий», спроектированные им с 1900 по 1917 годы. «Дома Прерий» созданы в рамках концепции «органической архитектуры», идеалом которой является целостность и единение с природой. Сторонник идеи непрерывности архитектурного пространства, Райт предлагал подвести черту под традицией нарочитого выделения здания и его составных частей из окружающего мира, доминировавшей в западной архитектурной мысли со времён Палладио. По мнению Райта, форма здания должна каждый раз вытекать из его специфического назначения и тех уникальных условий среды, в которых оно возводится и существует.
В практическом плане, спроектированные Райтом «дома прерий» служили естественным продолжением окружающей природной среды, подобно эволюционной форме естественных организмов. Для них характерен открытый план, преобладающие в композиции горизонтали, далеко вынесенные за пределы дома скаты крыши, террасы, отделка необработанными природными материалами, ритмичные членения фасада каркасами, прообразом которых служили японские храмы. Многие из домов в плане крестообразные, а расположенный в центре очаг-камин объединяет открытое пространство. Интерьерам домов Райт уделял особое внимание, создавая мебель сам и добиваясь того, чтобы каждый элемент был осмыслен и органично вписывался в создаваемую им среду. Наиболее известными среди «Домов Прерий» являются дом Уиллитса, дом Мартина и дом Роби.
Своим учителем Райта называл советский архитектор Мержанов, проектировавший правительственные дачи в сталинском СССР.

### Резиденция «Талиесин»
Свой собственный дом, летнюю резиденцию Талиесин, Райт построил также в стиле «Домов Прерий» в 1911 году. Стимулом к постройке послужило увлечение Мартой (Мама) Босвик Чейни, женой его клиента Эдвина Чейни, которая позже станет его гражданской женой и поселится в этой летней резиденции.
Долина, в которой находится Талиесин, принадлежала до Гражданской войны семье матери Райта. Его дед по материнской линии и дядя, иммигранты из Уэльса, были пасторами унитарианской конгрегации, и его две тёти в 1887 году открыли в долине школу совместного обучения.
Мать Райта, Анна Райт, отправляла сына на каникулы в долину каждое лето, начиная, с одиннадцати лет. Семья, её идеи, её религия и идеалы, оказали большое влияние на формирование личности молодого Райта, который позже изменил своё второе имя с «Линкольна» (в честь Авраама Линкольна) на «Ллойд» — в знак уважения к этой ветви семьи.
Когда Райт решил построить дом в этой долине, он выбрал имя валлийского барда Талиесина, которое в переводе означает «сияющий лоб». Райт расположил дом на «лбу» холма, любимом с детства, а не на пике, поэтому «Талиесин» смотрится возникшим из естественного ландшафта. Говоря его словами — «… Не в земле, но из земли». Дом состоял из трёх крыльев, которые включали жилое помещение, офис и хозяйственные постройки.
Помимо того, что здание органично вписалось в ландшафт, Райт применил в его постройке свои идеи органической архитектуры. Дымоходы и каменные опоры были построены из местного известняка, в штукатурке стен использовался песок с отмели соседней реки Висконсин.
«Талиесин» дважды пострадал от пожаров. Первый пожар в 1914 году устроил слуга, убивший перед этим проживавшую в доме Марту Босвик и двух её детей. Второй пожар возник в 1925 году. Здание полностью перестраивалось, переименовываясь, соответственно, в «Талиесин II» и «Талиесин III».
В 1910 году Райт во время путешествия по Германии публикует своё двухтомное портфолио, и его работы становятся известны в Европе.

### Отель «Империал»
Отель «Империал», важная работа Райта в Японии, была завершена в 1923 году. Общий план состоит из двух трехэтажных корпусов, в которых умещались более 100 номеров, соединенных вестибюлем и рестораном. Благодаря прочному фундаменту и стальной конструкции, отель практически без повреждений пережил Великое землетрясение Канто, которое произошло в день банкета по случаю окончания строительства.
Архитектор применил в проекте одно из главных открытий органической архитектуры — перепады высот, которые создают иллюзию нахождения в пещере или любом другом природном замкнутом пространстве. Райт спроектировал не только здание, но и внутреннее интерьерное убранство, создав пространство с сильным чувством единства и гармонии.
Отель «Империал» был поврежден во время бомбежки Токио и военной оккупации США после Второй мировой войны. В это время Райту была предоставлена возможность отреставрировать или перестроить отель, но он отказался. По мере роста цен на землю в центре столицы сносить гостиничные здания стало более практичным, чем их реставрировать, поэтому его разобрали в 1968 г. Небольшая часть строения (главный вход и центральный вестибюль) была перенесена в музей под открытым небом Мэйдзи-Мура.
Завершение строительства Императорского отеля Райта было его последней и самой значительной работой в Японии, где он находился на протяжении 5 лет. Дизайн Райта, сочетающий различные объемы в одном плане, наглядно продемонстрировал силу и потенциал архитектуры молодым японским архитекторам (Антонин Раймонд, Арата Эндо, Камеки Цутиура и др.) и вдохновил их на дальнейшее развитие органической архитектуры.

### «Дом над водопадом»
В начале XX века Райт оказался в списке самых модных и успешных архитекторов США, сумев реализовать множество своих проектов, большая часть которых содержала весьма новаторские для того времени архитектурные решения.
Но к 1930-м годам от былой популярности не осталось и следа — у Райта практически не было крупных заказов. Чтобы поправить своё материальное положение, Райт открывает у себя в Талиесине творческую мастерскую. Эту мастерскую начинает посещать Эдгар Кауфман (англ. Edgar Kaufmann) — сын успешного бизнесмена из Питтсбурга Эдгара Кауфмана, решивший по совету отца изучать архитектуру.
Постепенно смелые архитектурные идеи Райта захватывают Эдгара Кауфмана-младшего, и вместе им удаётся уговорить Кауфмана-старшего выделить средства на постройку макета целого города, который спроектировал Райт. После завершения строительства макет был размещён для всеобщего обозрения в универмаге, принадлежащем семье Кауфманов.
Райт становится частым гостем в доме семейства Кауфманов и вскоре получает от них заказ на разработку проекта их загородного дома. Для этих целей Кауфманы приобрели живописный участок в местности под названием «Медвежий ручей» (англ. Bear Run), который представлял собой сплошной скалистый выступ, возвышавшийся над окрестностью, а рядом находился маленький водопад.
Начался второй пик в творчестве Райта. Он начинает использовать элементы заводского изготовления и железобетонные конструкции, продолжая противопоставлять техницистским устремлениям функционализма романтические идеи единения с природой. В 1935—1939 годах Райт строит для И. Дж. Кауфмана «Дом над водопадом» («Fallingwater»), шт. Пенсильвания.
В ноябре 1934 года Райт посетил «Медвежий ручей» для определения конкретного места под строительство загородного дома Кауфманов. Он остановил свой выбор на участке с водопадом, решив сделать сам водопад структурной частью будущего дома. Заказчиков эта смелая идея архитектора поначалу обескуражила, но Райт — заявивший в частности: «Я хочу, чтобы вы жили с водопадом, а не просто смотрели на него. Он должен быть частью вашей жизни» — всё же смог заразить Кауфманов этой идеей, убедил их в самой возможности строительства такого дома, а главное — в полной его безопасности для их проживания в нём. Дом представляет собой композицию из бетонных террас и вертикальных поверхностей из известняка, расположенных на стальных опорах прямо над ручьем. Часть утеса, на котором стоит дом, оказалась внутри здания и использовалась Райтом как деталь оформления интерьера. Райт стремился к тому, чтобы при строительстве дома не было бы срублено ни одного дерева, все крупные горные валуны остались бы на своих местах, а будущий дом стал бы просто частью естественного ландшафта. Строительство дома обошлось в 155 000 долларов, из которых оплата работы архитектора составила 8 000 долларов. С учётом инфляции эта сумма в 2009 году была эквивалентна примерной сумме в 2,4 млн долларов США. Однако более точное отражение относительной стоимости проекта в 1930-х годах показывают затраты на ремонтно-восстановительные работы на этом объекте — объявленная стоимость таких работ в 2002 году составила 11,4 млн долларов США. Не всё в конструкции дома оказалось совершенным, и он дважды реконструировался в 1994 и 2002 годах, с добавлением дополнительных стальных опор.
В период с 1937 по 1963 годы «Дом над водопадом» служил семейству Кауфманов загородной резиденцией. В 1963 году Эдгар Кауфман-младший передал здание в виде пожертвования организации Western Pennsylvania Conservancy (Охрана природы Западной Пенсильвании). В 1964 году дом стал музеем и был открыт для публичных посещений. По состоянию на январь 2008 года «Дом над водопадом» посетило около шести миллионов человек. Несмотря на своё расположение в отдалённом уголке штата Пенсильвания (примерно в двух часах езды от Питтсбурга), в настоящее время к «Дому над водопадом» приезжают более 120 000 посетителей в год.

### «Юсоновский» период, 30-е годы
Для клиентов среднего класса Райт в этот период разрабатывает дома умеренной стоимости. Сам Райт называет их «юсоновскими» или «североамериканскими», от аббревиатуры U.S.O.N.A. (Unites States of Nothern America). Компактные, экономичные и технологичные, «юсоновские» дома развивали принципы, заложенные ещё в «Домах Прерий». Широкая крыша домов парила над стенами за счет применения узких ленточных окон под самым потолком. Дома проектировались в основном одноэтажными и L-образными в плане, что позволяло им вписываться в участки сложной формы. Каркасная конструкция позволяла удешевить строительство.
«Юсоновские» дома должны были стать строительными блоками градостроительной концепции Райта — «Города широких горизонтов». Концентрированный перенаселённый город должен был естественным образом «деурбанизироваться», распределившись по сельскохозяйственным пригородам, а основным средством передвижения в нём должен был стать автомобиль. Концепция «Города широких горизонтов» существенно повлияла на характер застройки американского малоэтажного пригорода.
В этот период Райт строит и общественные здания, среди которых наиболее известна штаб-квартира «Джонсон Вакс» (1936—1939) в Расине в штате Висконсин. Основой конструкции является центральный зал с «древовидной» колоннадой, в которой каждая колонна расширяется кверху. Структуру дерева повторяет и лаборатория — её помещения группируются вокруг центрального ядра-«ствола», несущего шахты лифтов, а плиты перекрытий чередуются по форме — квадратные плиты образуют каркас здания, в который вписываются круглые плиты. Освещение через систему полупрозрачных стеклянных трубок способствует созданию атмосферы «святости» рабочего места.

### Музей Соломона Гуггенхейма
Апофеозом творчества Райта стал музей Соломона Гуггенхейма в Нью-Йорке, который архитектор проектировал и строил в течение 16 лет (1943—1959). Снаружи музей представляет собой опрокинутую спираль, а его интерьер напоминает раковину, в центре которой находится остекленный внутренний дворик. Райт предполагал, что экспозиции должны осматриваться сверху вниз: посетитель поднимается на верхний этаж на лифте и постепенно спускается по центральному спиральному пандусу. Картины, висящие на наклонных стенах, при этом должны находиться в том же положении, что и на мольберте художника. В качестве орнамента забора музея Райт использовал фигуры находящихся в экспозиции картин В. В. Кандинского.
Руководство музея выполнило не все требования Райта, и сейчас осмотр экспозиций происходит снизу вверх.

### Поздние работы. Итоги
В 1950-е годы Райт стал отходить от органической архитектуры и в целом перешёл к проектированию зданий в более универсальном, интернациональном стиле. В жилых домах этого периода Райт также отказался от прямого угла как от «искусственной» формы и обратился к спирали и циркульной окружности.
Не все проекты Райта были реализованы при жизни. Излишне декорированное и граничащее с китчем здание суда округа Марин было достроено через 4 года после его смерти. В 1956 году Райт хотел построить небоскрёб в Чикаго Mile High Illinois общей высотой в милю (1609 метров), с лифтами, работающими на атомной энергии, рассчитанный на 130 000 жителей и представляющий собой сужающуюся кверху треугольную призму. Но проект отменили.
Умер 9 апреля 1959 года в Финиксе в штате Аризона.

### Семья и личная жизнь
Став преуспевающим архитектором, Фрэнк Ллойд Райт жил, стараясь ни в чём себе не отказывать, и часто становился мишенью для жёлтой прессы. Он был женат официально три раза и состоял в ряде фактических браков ещё до оформления предыдущего развода.
- Первый раз Райт женится на Катерине «Китти» Ли Тобин в 1889 году. Брак распался к 1909 году, развод был получен к 1922 году.
- Сожительство с Мамой Чени, женой одного из своих клиентов, окончилось трагической смертью Чени — она и оба её ребёнка были убиты слугой в доме Райта «Талиесин I», а сам дом был сожжён.
- Брак с Мириам Ноэль (1923 год) распался из-за пристрастия Мириам к морфину в 1927 году.
- Последней женой Райта была Ольга Ивановна Гинценберг («Ольгиванна»). Он похоронен с ней и её дочерью в Западном Талиесине в Скоттсдейле, шт. Аризона. На семейном кладбище в Висконсине осталась пустая могила Райта с надгробием.

У Райта осталось семь детей: три сына и четыре дочери. Двое детей Фрэнка Ллойда Райта — Фрэнк Ллойд Райт-младший и Джон Ллойд Райт также стали архитекторами. Внучка Фрэнка Ллойда, Энн Бакстер — актриса, лауреат премии «Оскар».

## Галерея
- Прайс-тауэр[англ.] в Бартлсвилле в штате Оклахома
- Gammage Memorial Auditorium[англ.] Университета штата Аризона в Темпе
- Hillside Home School в Талиесине[англ.] в Спринг-Грин[англ.] в штате Висконсин, 1902
- Дом Мартина[англ.] в Буффало в штате Нью-Йорк
- Nathan G. Moore House[англ.] в Оук-Парке в штате Иллинойс
- Imperial Hotel[англ.] в музее Мэйдзи-мура в Инуяме в Японии, 1916
- Дом Эннисов в Лос-Анджелесе
- Rosenbaum House[англ.] в Флоренсе в штате Алабама
- Талиесин-Уэст[англ.] в Скоттсдейле в штате Аризона, 1937
- Дом Роби в кампусе Чикагского университета
- Синагога «Бет Шолом»[англ.] в Элкинс-Парке[англ.] в штате Пенсильвания
- Первый унитарианский молитвенный дом[англ.] в Мадисоне
- Дом мальвы в Лос-Анджелесе
- Jiyu Gakuen Girls' School[англ.] в Токио в Японии
- Гостевой дом Yodokō[англ.] в Асии в Японии
- Административный центр округа Марин[англ.] в Сан-Рафеле в штате Калифорния
- Дом Уэсткотта[англ.] в Спрингфилде в штате Огайо

## Избранные работы

### Книги
- Ausgeführte Bauten und Entwürfe von Frank Lloyd Wright. — Wasmuth Portfolio, 1910.
- An Organic Architecture: The Architecture of Democracy. — 1939.
- In the Cause of Architecture: Essays by Frank Lloyd Wright for Architectural Record 1908–1952. — 1987.

### Здания
Всего Райт построил 363 дома. К 2005 году из них сохранились примерно 300. Два дома были уничтожены во время урагана «Катрина» в 2005 году, один — во время урагана «Камилла» в 1969 году. Самая плотная концентрация построек Райта находится в Оук-Парке в штате Иллинойс.
- Дом и студия Фрэнка Ллойда Райта[англ.] в Оук-Парке в штате Иллинойс, 1889—1909
- Дом Уинслоу[англ.] в Ривер-Форест[англ.] в штате Иллинойс, 1894
- Дом Уиллитса в Хайленд-Парк в штате Иллинойс, 1901
- Административное здание «Ларкин»[англ.] в Буффало в штате Нью-Йорк, 1903
- Дом Мартина[англ.] в Буффало в штате Нью-Йорк, 1903—1905
- Юнити-Темпл[англ.] в Оук-Парке в штате Иллинойс, 1904
- Дом Уэсткотта[англ.] в Спрингфилде в штате Огайо
- Дом Роби, Чикаго, шт. Иллинойс, 1909
- Талиесин в Спринг-Грин[англ.] в штате Висконсин, 1911
- Дом мальвы, 1919—1921
- Imperial Hotel[англ.] в Токио в Японии, 1923 — единственное каменное строение в Токио, которое пережило Великое землетрясение Канто; снесено в 1968 году.
- Дом Изабеллы Мартин[англ.] в Дерби[англ.] в штате Нью-Йорк, 1928
- «Дом над водопадом», Беар Ран, шт. Пенсильвания, 1935
- Штаб-квартира «Джонсон Вакс»[англ.] в Расине в штате Висконсин, 1936
- Талиесин-Уэст[англ.] в Скоттсдейле в штате Аризона, 1937
- Прайс-тауэр[англ.] в Бартлсвилле в штате Оклахома, 1956
- Музей Соломона Гуггенхейма в Нью-Йорке, 1943—1959
- Административный центр округа Марин[англ.] в Сан-Рафеле в штате Калифорния, 1957—1966